# キーマンズネット
キーマンズネット（英文表記: Keyman's Net ）はアイティメディア株式会社が運営する会員制（無料）の企業向けIT製品情報サイトである。会員数は約35万人（2011年3月末時点）。

## 沿革
- 1996年4月 - キーマンズネットFAXサービス開始。
- 1996年10月 - キーマンズネットインターネットサービス開始。
- 1998年2月 - 「購入完全ガイド」サービス開始。（現：IT製品選び方ガイド）
- 1998年7月 - 「通信業界レポート」サービス開始。（後に「ネットワーク早わかり講座」に変更となったが現在は終了）
- 2002年11月 - ウェブサイトリニューアルに伴い一部サービス停止
- 2003年4月 - セミナーサービス開始
- 2006年11月 - 製品情報資料のダウンロードサービス開始
- 2006年11月6日 - 「Keyノート」サービス開始。
- 2006年11月6日 - イメージキャラクター「キーマン君」誕生
- 2008年7月 - 課題解決型の記事「課題スッキリ！IT処方箋」開始
- 2008年11月 - IPA（情報処理推進機構）が主催する情報処理技術者試験の過去問題および解答が毎平日配信される「ITキャパチャージ」開始
- 2009年10月 - 業務課題に直結した解決策情報の姉妹サイト「シゴトの計画」開始
- 2009年11月 - 会員でなくても製品情報を見る事ができる「IT製品比較ナビ」開始
- 2010年3月 - 姉妹サイト「シゴトの計画」閉鎖
- 2010年10月 - オンラインセミナーサービス「キーマンズLive!」開始
- 2015年4月 - 株式会社リクルートマーケティングパートナーズからアイティメディア株式会社へ事業譲渡[1]

## 概要
企業内で、器具備品等の購入決定にあたって発言力の強い「キーマン」向けに情報提供を行うことを目的として企画されたウェブサイト。

企業向けIT製品のスペック、価格、導入事例が詳しく載っており、同一フォーマットにまとめられているため比較検討が容易になっている。ピックアップしたIT製品から比較表が作れる機能や、導入を検討する際に匿名で相談できる機能がある。またカタログなどの資料請求も行え、セミナー情報を探すこともできる。

またメールマガジンはカテゴリ毎の興味度合いによって会員一人ひとりにカスタマイズされた内容が届くようになっている。

大きく11のカテゴリ（基幹システム、情報系システム、ネットワーク、運用管理、サーバ・ストレージ、セキュリティ、PC・モバイル、OS、WEB構築、開発、OA・周辺機器）から成り、製品情報の他、IT製品の導入に際しての基準や主要製品の紹介を行う特集記事も複数ある。

## 類似サイト
Find-IT / ITトレンド / TechTarget / ITpro Data